# Balti jaam
Balti jaam nebo také Tallinna reisijaam (česky Baltská stanice / Baltské (osobní) nádraží; finsky Baltian rautatieasema; lotyšsky Baltijas stacija; německy Baltischer Bahnhof / Hauptbahnhof von Tallinn; rusky Балтийский вокзал) je neprůjezdné hlavové nádraží v estonském hlavním městě Tallinnu. Jedná se o největší železniční stanici pro osobní dopravu v Estonsku a patří i k největším vlakovým nádražích v celém Pobaltí. Leží severně od Starého Tallinnu (Tallinna vanalinn) na ulici Toompuiestee číslo 37 v městské části Severní Tallinn (Põhja-Tallinn).

## Historie
Nádraží mělo být původně vybudováno na území dnešní městské části Lilleküla, ale na žádost vedení města Tallinn bylo nakonec umístěno blíže k centru města a přístavu. Původní nádražní budova, jejímž architektem byl Rudolf von Knüpffer, byla sice otevřena v roce 1870, ale stavební práce byly dokončeny až na jaře 1871. Stanice Balti jaam byla jedinou stanicí první třídy na Baltské dráze (estonsky Balti raudtee) mezi Paldiski, Tallinnem a Petrohradem.
Dvoupatrová vápencová budova měla symetrickou fasádu a velká oblouková okna. (Ve stejném stylu byla postavena i budova nádraží Tallinn-Väike). Za hlavním vchodem do stanice (ze směru od centra města) se nacházel vestibul, kde byly umístěny pokladny (pro každou třídu zvlášť) a úschovna zavazadel. V pravém křídle byla čekárna pro cestující I. a II. třídy, restaurace a dámský salonek. Vlevo byla čekárna pro třídu III. Na nástupiště byl přímý (bez podchodu) přístup z obou křídel budovy. Ve druhém patře se nacházel byt přednosty stanice, kanceláře a zasedací místnost společnosti Baltské dráhy. Ze stanice pokračovaly koleje po dnešní ulici Ahtri až do tallinnského přístavu, kde se široce rozvětvovaly.
V roce 1923 začala elektrifikace železničního úseku Tallinn–Pääsküla, která byla dokončena dne 21. září 1924.
Během pokusu o státní převrat byla dne 1. prosince 1924 nádražní budova napadena dvacetičlennou údernou jednotkou vedenou Jakobem Vakkerem. Během boje byli zabiti policisté a ministr dopravy Karl Kark. Muži z poddůstojnického výcvikového komanda 10. pluku se podíleli na osvobození stanice, v průběhu bojů zahynul velící podplukovník Hermann Rossländer.
Ve 30. letech 20. století se nákladní nádraží přesunulo z nádraží Balti jaam do Kopli. Na místě starého zbořeného nákladového nádraží byly vybudovány odstavné koleje pro osobní vozy.
V létě 1941 při ústupu Rudé armády příslušníci NKVD zapálili budovu nádraží, zničili i telefonní ústřednu a nakonec podpálili i budovu pošty. V roce 1945 byla staniční budova částečně obnovena. Provoz vlaků na trati ve směru Tallinn–Nõmme byl obnoven 23. září 1944, o pár dní později jezdily vlaky také do Keilanu. Oprava elektrického vedení nad železniční tratí směr Tallinn-Pääsküla byla dokončena v roce 1946. 
V letech 1965 až 1967 byla nádražní budova kompletně přestavěna. Exteriér se zcela změnil: okna byla zvětšena, výzdoba zmizela a střecha byla zploštěna. V prvním patře byly vybudovány dvě čekárny, pokladny, pošta a kanceláře. Ve druhém patře byla restaurace, odpočívárna pro matky s dětmi a tranzitní cestující. Před hlavním vchodem a na straně nástupišť byly vybudovány přístřešky.
V roce 2004 prošla výpravní budova důkladnou rekonstrukcí. Nad původním stanovištěm taxíků a parkovištěm byl postaven dvouhvězdičkový hotel, který je propojen tunelem a prosklenou galerií ve třetím patře. V prvním patře hlavní budovy jsou elektronické informační tabule a pokladny s automaty na jízdenky, prodejna potravin a pošta. Ve druhém patře se nachází cestovní kanceláře, čekárna, obchody a restaurace.
Hlavní budova nádraží Balti jaam je zapsána jako kulturní památka.

### Nástupiště
Ačkoliv dříve mohly vlaky nádražím projíždět až do přísavu, dnes jde o stanici hlavovou (úvraťovou), která má osm nástupišť:
- 1. nástupiště o délce 150 metrů mezi kolejemi č. 1 a 2
- 2. nástupiště o délce 400 metrů mezi kolejemi č. 2 a 3
- 3. nástupiště o délce 150 metrů mezi kolejemi č. 3 a 4
- 4. nástupiště o délce 150 metrů mezi kolejemi č. 4 a 5
- 5. nástupiště o délce 150 metrů mezi kolejemi č. 5 a 6
- 6. nástupiště o délce 150 metrů mezi kolejemi č. 6 a 7
- 7. nástupiště o délce 156 metrů mezi kolejemi č. 7 a 8
- 8. nástupiště o délce 75 metrů mezi kolejemi č. 8 a 9

### Nehody
V roce 1932 ujelo vinou opilého strojvedoucího ze slepé koleje celkem 32 plně naložených nákladních vozů.
Dne 4. října 1980 došlo ve stanici ke srážce dvou elektrických jednotek. Zemřelo 9 lidí a 46 bylo zraněno.
Dne 19. června 2008 došlo ve stanici k mimořádné události při posunu mezinárodního vlaku Tallinn–Moskva společnosti Go Rail, kdy kvůli poruše brzd souprava nedobrzdila, lokomotiva prorazila zarážedlo na konci koleje a vyjela na nástupiště, kde se srazila se zaparkovaným osobním automobilem. Nikdo nebyl zraněn, vlak byl během nehody bez cestujících a v soupravě byl pouze vlakový personál.

## Doprava
Baltské nádraží je konečnou stanicí příměstských, vnitrostátní dálkových i mezinárodních vlaků. Nachází se zde také autobusové nádraží pro příměstské linky a dále autobusová, trolejbusová a tramvajová zastávka pro linky městské hromadné dopravy v Tallinnu.

### Mezistátní spoje
Vlaky společnosti Go Rail (provoz zastaven dne 20. března 2020): 
- Tallinn – Tapa – Rakvere – Jõhvi – Narva → Petrohrad (Vitebské nádraží).
- Tallinn – Tapa – Rakvere – Jõhvi – Narva → Moskva (Leningradské nádraží).

Vlaky společnosti Elron:
- Tallinn – Tapa – Tartu – Valga/Valka (kde je umožněn přestup na osobní vlaky lotyšského dopravce Pasažieru vilciens).

V letech 1993 až 1997 byl vypravován Baltský expres (estonsky Balti Ekspress) na trase Tallinn – Tapa – Tartu – Valga/Valka – Riga – Kaunas – Šeštokai (přestup do jiné soupravy) – Varšava. Podle jízdního řádu z roku 1995 trvala cesta z Tallinnu do Varšavy celkem 22 hodin a 15 minut s čekacími dobami. Toto spojení zaniklo kvůli těžkým ztrátám v roce 1997. Estonské dráhy ukončily provoz na trati v srpnu 1998 a jako důvod uvedly špatný stav železnice v Lotyšsku.

### Vnitrostátní spoje
- Tallinn – Tartu – Valga
- Tallinn – Tartu – Koidula
- Tallinn – Narva
- Tallinn – Viljandi
- Tallinn – Aegviidu
- Tallinn – Turba/Paldiski